# Dicranomyia pendulifera
Dicranomyia pendulifera là một loài ruồi trong họ Limoniidae. Chúng phân bố ở miền Australasia.